# Dune (Klaus Schulze)
Dune è un album in studio del compositore tedesco Klaus Schulze, pubblicato nel 1979.

## Descrizione
La prima delle due tracce dell'album è caratterizzata da sonorità che ricordano l'ambient, mentre la seconda, Shadows Of Ignorance, è stata di fatto la prima di Schulze cantata con un testo (la voce è quella di Arthur Brown).
L'album venne ristampato con l'aggiunta di una traccia bonus registrata dal vivo nel 1979.

## Tracce
Testi e musiche di Klaus Schulze.
Lato A
1. Dune – 30:28

Lato B
1. Shadows Of Ignorance – 26:20

Traccia extra CD (2005)
1. Le Mans – 23:03

## Formazione
- Klaus Schulze – strumentazione elettronica
- Arthur Brown – voce (traccia 2)
- Wolfgang Tiepold – violoncello